# Haritz Orbe
Pour les articles homonymes, voir Orbe.
Haritz Orbe Urrutia, né le 18 juillet 1991 à Guernica, est un coureur cycliste espagnol.

## Palmarès et résultats

### Palmarès par année
- 2006[2]
  - Championnat du Pays basque sur route cadets
- 2007[2]
  - Championnat d'Alava sur route cadets
  - 1re et 2e étapes de l'Aiarako Bira
  - 2e du championnat de Biscaye sur route cadets
- 2008[2]
  - Trofeo Euskal Herria
- 2009[2]
  - Championnat de Biscaye du contre-la-montre juniors
  - Gipuzkoa Klasika
  - Tour de La Rioja juniors
  - Vuelta al Valle de Mena
  - 2e étape de la Vuelta al Besaya
  - 3e du Premio Primavera juniors
- 2010
  - 3e de la Prueba Loinaz
  - 3e de l'Antzuola Saria
- 2011
  - San Isidro Sari Nagusia
  - 2e du Mémorial Sabin Foruria
  - 3e de l'Ereñoko Udala Sari Nagusia
  - 3e du San Gregorio Saria
  - 3e du Tour de la communauté de Madrid espoirs
  - 3e du championnat d'Espagne sur route espoirs
  - 3e de la Prueba Loinaz
  - 3e du Gran Premio San Bartolomé
- 2013
  - 2e du Tour de la communauté de Madrid espoirs
- 2014
  - 1re étape du Tour de Gironde (contre-la-montre par équipes)

### Classements mondiaux
| Année           | 2011 | 2012 | 2013 |
| --------------- | ---- | ---- | ---- |
| UCI Europe Tour | 674e |      | 265e |